# آرقارلی (آلاکل)
آرقارلی (به قزاقی: Arqarly) یک منطقهٔ مسکونی در قزاقستان است که در شهرستان آلاکل واقع شده‌است. آرقارلی ۶۱۱ نفر جمعیت دارد.